# Latijnse ritus
De Latijnse ritus is de verzamelnaam voor de liturgievormen van de Heilige Mis zoals die standaard worden gehanteerd in de Latijnse kerk oftewel de kerk van het Westen. Dit ter onderscheiding van de Oosterse ritus, de liturgievormen die gehanteerd worden in de met Rome geünieerde kerken in het Oosten. De Oosterse ritus is zeer divers en gebruikt veelal klassiek Grieks, Oudkerkslavisch, Aramees of klassieke volkstalen. Het gebruik van het Latijn was vanaf ongeveer het jaar 300 universeel in de Kerk van het Westen (westelijke Romeinse Rijk) die vandaar ook Latijnse Kerk ging heten; maar reeds vanaf 150 n.Chr. verving het Latijn in de westerse Kerk het Grieks langzaamaan.

## Indeling
Tot de Kerk van de Latijnse ritus oftewel de Latijnse Kerk behoren vanouds de gebieden met de volgende Latijnse kerkliturgieën:

### Ambrosiaanse ritus
De Ambrosiaanse ritus, genoemd naar de heilige Ambrosius die in de vierde eeuw bisschop was van Milaan wordt gebruikt in het aartsbisdom Milaan en het Zwitserse kanton Tessino.
De belangrijkste karakteristieken van de ritus zijn het feit dat het Kyrie eleison meermaals hernomen wordt tijdens de eucharistieviering, het feit dat het Credo wordt uitgesproken na het Offertorium en de viering van de Advent, die twee weken vroeger start omdat hij zes weken duurt (twee weken langer dan in de Romeinse ritus). Aswoensdag wordt niet gevierd: Carnaval wordt doorgevierd van maandag tot op de zaterdag (‘sabato grasso’) na Aswoensdag. De Ambrosiaanse ritus onderging wel nog een ingrijpende verandering na het Tweede Vaticaans Concilie.

### Mozarabische ritus
Ritus van delen van het Iberisch Schiereiland. Tegenwoordig uitsluitend nog de streken van en rond Toledo en Zaragoza.

### Ritus van Braga
Ritus in Noord-Portugal, eigenlijk enkel in het aartsbisdom Braga. De aartsbisschoppen van Briga waren en zijn primaat van Portugal. Eigenlijk in onbruik geraakt, ten voordele van de Romeinse ritus.

### Gallicaanse ritus
Ritus zoals gebruikelijk in grote delen van Gallië en het latere Frankrijk. Sinds de 19e eeuw vrijwel geheel verdrongen door de Romeinse ritus.

### Romeinse ritus
De Romeinse ritus is getalsmatig veruit de grootste ritus van zowel de Latijnse als de gehele Katholieke Kerk. Deze ritus is gebaseerd op de liturgie van de eerste christenen van Rome en de pausen van de Oudheid. Tot de categorie van de Romeinse ritus behoren ook haar varianten: de Ritus van de Dominicanen, de Ritus van de ongeschoeide Karmelieten, en de Ritus van Braga (regio Braga, Portugal). De apart Mozarabische, Ambrosiaanse en Gallicaanse ritussen zijn voor een belangrijk deel ontstaan uit de voorloper van de oorspronkelijke Romeinse ritus, maar zij hebben zich uiteindelijk later als zelfstandige - van de Romeinse ritus gescheiden - Latijnse liturgie ontwikkeld (zie hierboven).
De Romeinse ritus gold buiten de boven genoemde ritusgebieden als de dominante ritus in de Westerse Kerk. Zo namen Bonifatius en ook Willibrordus een missaal van de toenmalige versie van de Romeinse ritus mee naar de Nederlanden en Midden-Duitsland.
De Romeinse ritus werd definitief gecodificeerd (vastgelegd) op instigatie van het Concilie van Trente (1546-1564) in 1570 door de H. Paus Pius V. Zij wordt door sommigen de Ordo Missae genoemd ter onderscheiding van de Novus Ordo Missae. Deze Romeinse ritus of - meer populair: Tridentijnse ritus - werd na 1570 het meest gebruikelijk in de Kerk van de Latijnse ritus. De gestandaardiseerde ritus van Paus Pius V verdrong lokale varianten en gebruiken en was zodoende een belangrijk middel om tot liturgische eenheid te komen binnen de Katholieke Kerk in het westen. De Romeinse ritus in zijn Tridentijnse vorm werd door de katholieke geestelijkheid over de gehele wereld meegenomen en werd als zodanig ook de liturgie van de katholieken in zowel Noord- en Zuid-Amerika, alsmede van delen van Afrika en Azië.
Door Paus Pius XII (1939-1958) en Johannes XXIII (1958-1963) werden voor de Romeinse ritus enige liturgische veranderingen uitgevaardigd. Zo kwam in 1955 een aangepaste liturgie voor de Goede Week tot stand en schafte Johannes XXIII in 1961 sommige feesten en het Confiteor voor de H. Communie af.

#### Liturgievernieuwing na hetTweede Vaticaans Concilie
In 1963 kwam op het Tweede Vaticaans Concilie (1962-1965) de constitutie over de liturgie Sacrosanctum Concilium tot stand. Deze constitutie werd van 1965 tot en met 1969 door het Consilium ad exsequendam Constitutionem de sacra Liturgia in het Vaticaan uitgewerkt. In 1969 werd hun werk door de paus aanvaard en bekendgemaakt, wat aanzienlijke protesten opriep bij diegenen die vonden dat er voorzichtiger moest worden omgegaan met veranderingen aan de liturgie.
In 1970 werd n.a.v. het Tweede Vaticaans Concilie en het Aggiornamento door Paus Paulus VI (1963-1978) een nieuwe standaardliturgievorm ingevoerd voor de Romeinse ritus, de Novus Ordo Missae. Deze 'Novus Ordo' wordt door specialisten als een nieuwe ritus beschouwd gezien de aanzienlijke veranderingen die ermee gepaard gingen. De nieuwe ritus verspreidde zich over de gehele wereld en liet ook de overige Latijnse liturgieën (Ambrosiaanse, Mozarabische) niet onaangetast - veelal verdrong zij deze riten zelfs. Alhoewel deze nieuwe ritus in het Latijn is opgesteld, wordt ze meestal in de volks- of landstaal opgedragen.

#### Gebruik van de gewone en de buitengewone vorm van de Romeinse ritus
Alhoewel de oorspronkelijke Romeinse ritus nooit formeel verboden werd, werd het gebruik ervan universeel ontmoedigd sedert de invoering van de nieuwe ritus in 1970. Vandaag worden overwegend Missen in de Nieuwe of Vernieuwde Romeinse ritus (Novus Ordo Missae) opgedragen. Deze nieuwe ritus verdrong in de Latijnse Kerk zowel de Tridentijnse ritus alsook de Ambrosiaanse en Mozarabische riten.
Het aantal missen dat in de oude Romeinse of Tridentijnse ritus opgedragen wordt neemt elk jaar toe, maar blijft relatief gering in Nederland en België. Het vrije gebruik van deze oude Latijnse ritus van Rome (Romeinse ritus) was een belangrijke vraag van de traditionalistische katholieken, die door Paus Benedictus XVI beantwoord werd door de uitvaardiging van het motu proprio Summorum Pontificum in 2007.